# Route nationale 7c

Schéma approximatif de l'ex-RN 7^{C} (RD 907)

La route nationale 7C, ou RN 7C, était une route nationale française reliant Lapalisse à la RN 106 près de Magnet.
À la suite de la réforme de 1972, elle a été renumérotée RD 907.

## Ancien tracé
- Lapalisse
- Billezois ; la RN 106B (actuellement RD 906B) permet d’aller jusqu’à Cusset via Bost
- Magnet, où elle rejoint la RN 106